# Lenguaje no parlamentario
Los parlamentos y cuerpos legislativos de todo el mundo establecen ciertas normas y pautas durante sus debates. La tradición de considerar ciertas palabras o frases inapropiadas para ser utilizadas durante las sesiones legislativas ha evolucionado con el tiempo. En el sistema de Westminster esto se conoce como lenguaje no parlamentario, y reglas similares existen en otros sistemas legislativos. Esto abarca, entre otras cosas, la prohibición de insinuar «deshonestidad» en otros miembros o el uso de lenguaje vulgar. La más inaceptable de todas es cualquier insinuación de que otro miembro carece de honor. Por ejemplo, en la Cámara de los Comunes del Reino Unido cualquier referencia directa a un miembro como «mentiroso» se considera inaceptable, incluso si la acusación es en gran medida veraz. En su lugar, se utiliza la expresión más convencional de «inexactitud terminológica» cuando es necesario señalar errores.
La determinación de lo que constituye exactamente un lenguaje no parlamentario suele dejarse a discreción de los presidentes de los órganos legislativos. Una de las responsabilidades de la presidencia es hacer cumplir las reglas de debate de la asamblea, incluida la prohibición del uso de lenguaje no parlamentario, es decir, palabras que puedan ofender la dignidad de la asamblea. Además en algunos lugares los legisladores están protegidos por la inmunidad parlamentaria, lo que generalmente significa que no pueden ser demandados ni procesados por nada de lo que digan en la legislatura por lo que se espera que eviten el uso de palabras o frases que puedan considerarse un abuso de esa inmunidad.
Al igual que otras normas que han evolucionado con el tiempo las decisiones de los presidentes de los parlamentos con respecto al lenguaje no parlamentario reflejan las preferencias de la época. La revista anual The Table publicada por la Sociedad de Secretarios de Mesa en los Parlamentos de la Mancomunidad de Naciones incluye una lista de expresiones consideradas antiparlamentarias en las asambleas nacionales y regionales de sus miembros cada año.

## Lista parcial por país

### Australia
En el Senado australiano se ordenó retirar las palabras "mentiroso" y "dumbo" y se les consideró «no parlamentarias» durante una sesión en 1997.
En el Parlamento de Queensland las declaraciones consideradas «no parlamentarias» incluyen:
- «Es tan arrogante y desconectado y se cree tan grande que es el único miembro de esta Cámara que podría limpiar los candelabros con la nariz, porque constantemente está mirando por encima de todos».
- «...a diferencia del miembro de Maryborough, que no sólo parece un payaso sino que también suena como tal y se comporta como tal».
- «Marica. Estaba en racha. Lo siento.»
- «...y dijo que el principal indicador clave de rendimiento del equipo era proporcionar medios que «darán una erección al ministro de Trabajo»».
- «Apenas más respetable que el de un señor de la guerra»
- «Tenemos los testículos del Gobierno en nuestra mano en cada etapa»
- «Fueron tiempos emocionantes en mi casa durante esa época porque mi hijo muy orgulloso era el «culo del culo»»
- «¡Ganso!»
- «Tenemos un Tesorero que es un ganso... un ganso absoluto»
- «Eres un perro»
- «¿Qué putas?»
- «Me referí al líder de la oposición como el Eeyore de la política de Queensland»
- «Nos trataron a todos como hongos: nos mantuvieron a todos en la oscuridad y nos alimentaron con mierda».
- Mierda
- «Es una maldita desgracia»
- Idiota
- Tonto
- «En palabras del Primer Ministro, este presupuesto es una mierda»
- «Creo que el diputado de... es demasiado vago para leer las enmiendas. Debió haber tenido la cabeza metida en una bolsa de paja para ni siquiera haber considerado esto»
- «¡Como un maldito infierno!»
- «Siempre es interesante seguir a la fascista de Nanango»
- «Mi opinión es esta: si te acuestas con perros corruptos, te levantas con pulgas corruptas»
- «¡Gusano!»
- «Tú eres el que lo jodió... eres un hipócrita»
- «A veces tiene algunos problemas con su medicación»
- «Tiene aire saliendo por ambos extremos»
- «Espero que no haya borrachos usando postes de luz»
- Cobardes
- Trogloditas
- «Sois unos gandules y unas escorias»

### Bélgica
En Bélgica no existe el «lenguaje no parlamentario». Un miembro del parlamento puede decir lo que quiera cuando esté dentro del parlamento. Esto se considera necesario en Bélgica para poder hablar de un Estado democrático y está consagrado como un derecho constitucional. Sin embargo cuando el 27 de marzo de 2014 Laurent Louis llamó «pedófilo» al primer ministro Elio Di Rupo los demás miembros del parlamento abandonaron la sala en protesta. Esta inmunidad que se manifiesta en una libertad absoluta de expresión en el parlamento no existe fuera de él. El enjuiciamiento es posible cuando y si la mayoría del parlamento así lo decide.

### Canadá
Estas son algunas de las palabras y frases que a lo largo de los años los presidentes han declarado «no parlamentarias» en el Parlamento de Canadá, la Asamblea Legislativa de Alberta, la Asamblea Legislativa de Manitoba, la Asamblea Nacional de Quebec y la Asamblea Legislativa de Ontario:
- «Pugilista parlamentario» (1875)[6]
- «bolsa de viento» (1878)[6]
- «venir al mundo por accidente» (1886)[6]
- «tonterías» (1890)[6]
- «la tubería de alcantarillado político del condado de Carleton» (1917)[6]
- «carente de inteligencia» (1934)[6]
- «tonto saboteador» (1956)[6]
- «mentiroso» (1959, 2022)[6][7]
- «desprovisto de honor» (1960)[8]
- «bufón de la Cámara» (1960)[8]
- «ignorante» (1961)[8]
- «difamatorio» (1961)[8]
- «Al diablo con la actitud del Parlamento» (1961)[8]
- «foca entrenada» (1961)[8]
- «genio maligno» (1962)[8]
- «demagogo» (1963)[8]
- «Mussolini canadiense» (1964)[8]
- «animal enfermo» (1966)[8]
- «culo pomposo» (1967)[8]
- «ladrón» (1971)[8]
- «fuddle duddle» (1971)[6]
- «cerdo» (1977)[6]
- «idiota» (1980)[6]
- «sórdido» (1984)[6]
- «racista» (1986, 1997 y 2020)[6][9]
- «fraude absoluto» (1986)[10]
- «escoria mentirosa» (1987)[11]
- «bola de mierda» (1988)[6]
- «traidor» (1992)
- «hijo de perra» (1997)
- «veleta» (2007)[6]
- «El duque» (2007)[12]
- «pedazo de mierda» (2011)[13]
- «le importa una mierda» (2018)
- «mierda» (2021)[14]

### España
El 21 de noviembre de 2018 la presidenta del Congreso de los Diputados, Ana Pastor Julián ordenó retirar del Diario de Sesiones las palabras «fascista» y «golpista» tras determinar que no eran adecuadas para las generaciones futuras que revisaran las actas.

### India
En 2012 el Parlamento indio publicó un libro de palabras y frases que se consideraban «no parlamentarias»:
Ali Baba y los cuarenta ladrones, hombre malo, bandicut, chantaje, ciego, sordo y mudo, fanfarronear, soborno, balde de mierda, comunista, mente confusa, ladrón, querido (dicho a una parlamentaria), engañar, doble de mentalidad, doble discurso, oprimido, vago, mentiroso, bocazas, pésimo, fastidio, mafioso, extremista radical, rata, maestro de ceremonias, cabrón, ladrón, huella digital (a un parlamentario analfabeto)
En julio de 2022 la Secretaría del Lok Sabha elaboró un folleto de palabras antiparlamentarias con un listado adicional:
abusado, anarquista, avergonzado, traicionado, derramamiento de sangre, sangriento, chelas, infantilismo, corrupto, esparcidor de COVID, cobarde, criminal, lágrimas de cocodrilo, dictatorial, desgracia, burro, drama, tonto, dulce de azúcar, matones, vandalismo, hipocresía, incompetente, mentira, engañar, acoso sexual, falso.

### Irlanda
En el Dáil Éireann, la cámara baja del Oireachtas (parlamento irlandés), el portavoz gobierna de acuerdo con las órdenes permanentes sobre conducta desordenada, incluidas palabras, expresiones e insinuaciones prohibidas. Si el presidente dictamina que un enunciado está fuera de lugar, normalmente el miembro retracta el comentario y no se realiza ninguna acción adicional. El lenguaje antiparlamentario se conserva en la transcripción del Informe Oficial aunque fuera retractado formalmente. El presidente no puede pronunciarse si no escuchó las palabras impugnadas. Un miembro que se niegue a retractar un comentario puede ser suspendido y deberá abandonar la cámara. Un documento actualizado periódicamente, Resoluciones destacadas del presidente, enumera decisiones anteriores ordenadas por tema con referencia al Informe oficial.Se considera «desordenado» que un Teachta Dála (TD; diputado) llame a otro diputado de las siguientes maneras:
mocoso, bufón, oportunista, comunista, chico de la esquina, cobarde, fascista, canalla, hipócrita, rata, cabrón, orador difamatorio;
También se considera inapropiado insinuar que un TD está mintiendoo borracho.La palabra «bolsegging» no es parlamentaria «particularmente en referencia a una señora miembro de la Cámara».Las acusaciones de conducta criminal o deshonrosa contra un miembro sólo pueden hacerse mediante una moción formal.Las conductas específicamente reglamentadas incluyen la venta del voto, la violación de la confidencialidad del gabinete,y la manipulación del Informe Oficial. Los miembros no pueden referirse al Dáil o sus procedimientos como:
circo, farsa, máquina de calumnias.
Durante un debate en diciembre de 2009, Paul Gogarty dijo: «Con el debido respeto, en el lenguaje menos parlamentario, vete a la mierda, diputado [Emmet] Stagg».Inmediatamente se disculpó y retiró el comentario. El presidente temporal en ese momento carecía del poder de suspender a los miembros desordenados;sin embargo una vez que Gogarty retiró el comentario no estaba fuera de lugar, aunque sus palabras provocaron un desorden general en la cámara. La disculpa de Gogarty señaló («de manera bastante tenue»)que la palabra fuck no figuraba explícitamente en las Resoluciones Destacadas.Los posteriores llamados a imponer sanciones más duras llevaron al Comité de Procedimientos y Privilegios (CPP) del Dáil a remitir el asunto a un subcomité,que dijo que la respuesta correcta era que el CPP emitiera una reprimenda formal, como en efecto se hizo.
Después de acaloradas interrupciones en un debate de noviembre de 2012, Seán Barrett dijo: «Esto no es una pelea a gritos, como los gurriers en una calle gritándose unos a otros». Un presidente dijo que Gurriers no estaba fuera de lugar ya que no estaba dirigido a un individuo.

### Italia
En la historia de Italia el lenguaje no parlamentario fue el único límite a la libertad de expresión de un diputado. Así lo afirmó Giacomo Matteotti en su último discurso en la Cámara de Diputados:

Pido hablar no con prudencia ni imprudencia, sino parlamentariamente.
Giacomo Matteotti

Además, durante la República, el uso de lenguaje soez en el Parlamento generó jurisprudencia del Tribunal Constitucional avalando las demandas por difamación.

### Nueva Zelanda
El Parlamento de Nueva Zelanda mantiene una lista de palabras, y en particular frases, que el presidente ha dictaminado que son impropias, insultantes o no parlamentarias. Estas incluyen:
- «Los miembros odiaban ver el color caqui» (1943)
- «Le cortaría el cuello al honorable caballero si tuviera la oportunidad» (1946)
- «Vapores ociosos de una mente enferma» (1946)
- «Su cerebro podría girar dentro de una cáscara de maní durante mil años sin tocar los lados» (1949)
- «Miembro no apto para lamer los zapatos del Primer Ministro» (1959)
- «Energía de un caracol cansado que regresa a casa después de un funeral» (1963)
- «Podría bajar por la alcantarilla de Mount Eden y salir más limpio de lo que entró» (1974)
- «Fortaleza intestinal» (1974)
- «Racista» (1977)
- «Deshazte de la perra» (1980)

El Parlamento también mantiene una lista del lenguaje que se ha pronunciado en la Cámara y que se ha considerado que no es no parlamentario; esto incluye:
- commo (que significa comunista, 1969)
- «se esconde por su agujero de funk político» (1974)

### Noruega
En 2009 un miembro del Partido del Progreso fue interrumpido durante el turno de preguntas por el presidente por llamar a un ministro «salteador de caminos».

### Singapur
El 11 de julio de 2023 el diputado del PAP, Tan Chuan-Jin se disculpó públicamente con el diputado del WP, Jamus Lim después de que se compartiera en Reddit un clip de él usando «lenguaje no parlamentario» durante una sesión del 17 de abril. Como presidente del Parlamento se escuchó a Tan decir «maldito populista» poco después de que Lim terminara un discurso de 20 minutos instando al gobierno del PAP a seguir ayudando a los grupos de bajos ingresos y establecer una línea oficial de pobreza. Lim aceptó sus disculpas.

### Reino Unido
En la Cámara de los Comunes del Reino Unido las siguientes palabras se han considerado no parlamentarias a lo largo del tiempo: bastardo,canalla, cobarde, engañoso,dudoso, borracho, falsedades,gamberro, hipócrita, idiota, ignorante, mentiroso, engañado, insignificante, rata, baboso, césped, chorro,soplón, cerdo, tarta, traidor,y verruga.
Además las acusaciones de «acuerdos corruptos» o la insinuación del uso de sustancias prohibidas por parte de un miembro se consideran lenguaje no parlamentario (todas atribuibles a Dennis Skinner).Tampoco se considera parlamentaria la acusación de que la presencia de un diputado en la Cámara ha sido «comprada».
La palabra «dudoso» cuando fue pronunciada por Ed Miliband no fue considerada «no parlamentaria».
En 2019 en el período previo a las elecciones de liderazgo conservador, el líder del SNP, Ian Blackford, acusó a Boris Johnson de ser racista. Cuando el presidente le pidió que retirara el término Blackford dijo que había informado a Johnson de su intención de utilizarlo y matizó su declaración por lo que el presidente dejó pasar el hecho.La semana siguiente Blackford acusó a Johnson de mentiroso («ha hecho carrera mintiendo») pero el presidente no solicitó retirar esta declaración.
En 2021 la diputada laborista Dawn Butler fue expulsada de la Cámara de los Comunes por acusar a Boris Johnson de mentir repetidamente a la Cámara. Cuando la vicepresidenta le pidió que «reflexionara sobre sus palabras» Butler respondió: «Es curioso que nos metamos en problemas en este lugar por denunciar la mentira, en lugar de la persona que miente», tras lo cual se le ordenó retirarse del Parlamento.
No se considera antiparlamentario acusar a un parlamentario de mentir si la acusación forma la base de una moción sustantiva en la Cámara. Esto permitió, por ejemplo, que John Profumo fuera censurado por la Cámara en 1963 después de que se descubriera que había mentido a la policía como parte del caso Profumo,y Boris Johnson en 2023 después de que el Comité de Privilegios descubriera que había mintió repetidamente al Parlamento sobre su conocimiento de la ilegalidad de las fiestas involucradas en el Partygate.

#### Irlanda del Norte
El presidente de la Asamblea de Irlanda del Norte, William Hay, se pronunció en la cámara el 24 de noviembre de 2009 sobre el lenguaje no parlamentario. En esencia, en lugar de emitir juicios sobre la base de palabras o frases particulares que han sido consideradas no parlamentarias en la Asamblea o en otros lugares el presidente dijo que juzgaría los comentarios de los miembros según los estándares de cortesía, buen humor y moderación que consideraba correctos para los estándares del debate parlamentario. Asimismo dijo que al emitir su juicio consideraría la naturaleza de las observaciones de los miembros y el contexto en el que se formularon. En 2013 Hay dictaminó que la insinuación de que miembros de la Asamblea eran miembros de organizaciones proscritas era un lenguaje no parlamentario.

#### Gales
En la Asamblea Nacional de Gales el presidente ha intervenido cuando se utiliza el término "mentir" y en diciembre de 2004 Leanne Wood fue expulsada de la cámara por referirse a la reina Isabel II como «Señora Windsor».

### Estados Unidos
En Estados Unidos varios representantes han sido censurados por utilizar lenguaje no parlamentario en la Cámara de Representantes a lo largo de su historia. Otros niveles de gobierno tienen procedimientos disciplinarios similares que tratan con palabras inapropiadas pronunciadas en la legislatura.

## Evitando el lenguaje antiparlamentario
Es un motivo de orgullo para algunos parlamentarios británicos poder insultar a sus oponentes en la Cámara sin utilizar lenguaje antiparlamentario. Varios diputados, en particular Winston Churchill, han sido considerados maestros en este juego.
Algunos términos que han evadido las reglas del presidente son:
- Inexactitud terminológica (mentira)
- Ser económico con la verdad (mentir por omisión), dado que se utiliza en el Parlamento como insulto o burla.
- Cansado y emocional, un eufemismo para «intoxicado».

Clare Short acusó implícitamente al ministro de Empleo, Alan Clark, de estar borracho en la mesa de oradores poco después de su elección en 1983, pero evitó usar la palabra, diciendo que Clark era «incapaz». Los colegas de Clark en los bancos conservadores, a su vez, acusaron a Short de utilizar lenguaje no parlamentario y el presidente le pidió que retirara su acusación. Clark admitió más tarde en sus diarios que Short había acertado en su evaluación. En 1991, el presidente Bernard Weatherill consideró que el uso de la palabra «imbécil» por parte del líder de la oposición Neil Kinnock no era un lenguaje no parlamentario.